# Розит, Альфред Рихардович
Альфре́д Ри́хардович Ро́зит (1892, Рижский уезд Лифляндской губернии — 5.8.1942, ИТЛ) — деятель ВКП(б), Председатель Исполкома Орджоникидзевского краевого Совета. Входил в состав особой тройки НКВД СССР.

## Биография
Альфред Рихардович Розит родился в 1892 году в Рижском уезде Лифляндской губернии. В 1913 году стал членом РСДРП(б). Его дальнейшая деятельность была преимущественно связана с работой в партийных и советских структурах.
- 1932—1934 года — нарком снабжения Украинской ССР. Избирался делегатом XVII съезда ВКП(б).
- 1936—1937 года — уполномоченный Комиссии советского контроля при СНК СССР по Западно-Сибирскому краю.
- 1937 году — председатель Исполкома Орджоникидзевского краевого совета. Этот период отмечен вхождением в состав особой тройки, созданной по приказу НКВД СССР от 30.07.1937 № 00447[1] и активным участием в сталинских репрессиях[2].
- 1938 год — заведующий Хлеботделом Центрального союза потребительских обществ СССР.

## Завершающий этап
Арестован 6 ноября 1938 года. Приговорён к ИТЛ ОСО при НКВД СССР 11 января 1940 года. Обвинялся по статье 58-1а УК РСФСР — организация и руководство латышской националистической организации в Западной Сибири. Скончался 5 августа 1942 года в ИТЛ в районе будущего Челябинска-40. Посмертно реабилитирован 15 ноября 1956 года.